# Настільний теніс на літніх Олімпійських іграх 2020 — кваліфікація
В цій статті представлено результати кваліфікації на турнір з настільного тенісу на літніх Олімпійських іграх 2020 року (перенесених на 2021 рік через пандемію коронавірусної хвороби 2019). Загалом на Олімпіаду потрапили 172 спортсмени зі своїх відповідних НОК. Кожна країна може бути представлена не більш як шістьма спортсменами - два чоловіки і дві жінки в одинарних розрядах і не більш як по одній команді в чоловічому і жіночому командних змаганнях, а також не більш як одній змішаній парі .
Як країна-господарка, Японія автоматично представила шість спортсменів, команду з трьох чоловіків та жінок, кожен із яких бере участь в одинарних змаганнях, а також пару в змішаному розряді.
На командні змагання кваліфікувалося 16 команд. Кожен континент (Америка була розділена на Північну Америку та Південну Америку для участі у змаганнях ITTF) провів відбіркові змагання, щоб визначити одну команду. Дев'ять команд визначились за результатами світового кваліфікаційного турніру. Японії як господарці гарантоване командне місце.
У змішаному парному розряді також кваліфікувалось 16 пар. Кожен континент (Америка була розділена на Північну та Південну Америку для участі в змаганнях ITTF) провів відбіркові змагання, щоб визначити одну пару. Чотири пари визначаються за підсумками Гранд-фіналу світового туру 2019, а п'ять - світового туру 2020. Японії також гарантоване місце. Якщо від однієї НОК кваліфікувалась і змішана пара, і команда однієї або обох статей, то гравець парного розряду має бути водночас і учасником команди своєї статі.
На окремі дисципліни могло кваліфікуватись від 64 до 70 окремих гравців. Кожен НОК, команда якого кваліфікувалась, може виставити на індивідуальні змагання по 2 члени цієї команди. 22 квоти розподіляються через континентальні чемпіонати особам, що належать до НОК, команди яких не кваліфікувались. Одну квоту має право розподіляти Тристороння комісія. Решта від загальної кількості 172 квот розподіляється за підсумками фінального світового відбіркового турніру в одинарному розряді (не менш як дві і не більш як вісім квот), а потім згідно зі світовим рейтингом ITTF.

## Підсумки кваліфікації
| НОК                              | Чоловіки         | Чоловіки          | Жінки            | Жінки             | Мікст | Загалом |
| НОК                              | Одинарний розряд | Командні змагання | Одинарний розряд | Командні змагання | Мікст | Загалом |
| -------------------------------- | ---------------- | ----------------- | ---------------- | ----------------- | ----- | ------- |
| Алжир (ALG)                      | 1                |                   |                  |                   |       | 1       |
| Аргентина (ARG)                  | 2                |                   |                  |                   |       | 2       |
| Австралія (AUS)                  | 2                | X                 | 2                | X                 | X     | 6       |
| Австрія (AUT)                    |                  |                   | 2                | X                 | X     | 4       |
| Бразилія (BRA)                   | 2                | X                 | 2                | X                 |       | 6       |
| Камерун (CMR)                    |                  |                   | 1                |                   |       | 1       |
| Канада (CAN)                     | 1                |                   | 1                |                   | X     | 3       |
| Чилі (CHI)                       |                  |                   | 1                |                   |       | 1       |
| Китай (CHN)                      | 2                | X                 | 2                | X                 | X     | 6       |
| Хорватія (CRO)                   | 2                | X                 |                  |                   |       | 3       |
| Куба (CUB)                       |                  |                   | 1                |                   | X     | 2       |
| Чехія (CZE)                      | 2                |                   |                  |                   |       | 2       |
| Данія (DEN)                      | 1                |                   |                  |                   |       | 1       |
| Еквадор (ECU)                    | 1                |                   |                  |                   |       | 1       |
| Єгипет (EGY)                     | 2                | X                 | 2                | X                 | X     | 6       |
| Фіджі (FIJ)                      |                  |                   | 1                |                   |       | 1       |
| Франція (FRA)                    | 2                | X                 | 2                |                   | X     | 5       |
| Німеччина (GER)                  | 2                | X                 | 2                | X                 | X     | 6       |
| Греція (GRE)                     | 1                |                   |                  |                   |       | 1       |
| Гонконг (HKG)                    | 2                | X                 | 2                | X                 | X     | 6       |
| Угорщина (HUN)                   | 1                |                   | 2                | X                 |       | 4       |
| Індія (IND)                      | 2                |                   | 2                |                   | X     | 4       |
| Іран (IRI)                       | 1                |                   |                  |                   |       | 1       |
| Японія (JPN)                     | 2                | X                 | 2                | X                 | X     | 6       |
| Казахстан (KAZ)                  |                  |                   | 1                |                   |       | 1       |
| Люксембург (LUX)                 |                  |                   | 1                |                   |       | 1       |
| Монако (MON)                     |                  |                   | 1                |                   |       | 1       |
| Монголія (MGL)                   | 1                |                   | 1                |                   |       | 2       |
| Нідерланди (NED)                 |                  |                   | 1                |                   |       | 1       |
| Нігерія (NGR)                    | 1                |                   | 2                |                   |       | 3       |
| Північна Корея (PRK)             |                  |                   | 2                | X                 |       | 3       |
| Польща (POL)                     |                  |                   | 2                | X                 |       | 3       |
| Португалія (POR)                 | 2                | X                 | 1                |                   |       | 4       |
| Пуерто-Рико (PUR)                | 1                |                   | 2                |                   |       | 3       |
| Румунія (ROU)                    | 1                |                   | 2                | X                 | X     | 4       |
| Олімпійський комітет Росії (ROC) | 1                |                   | 2                |                   |       | 3       |
| Саудівська Аравія (KSA)          | 1                |                   |                  |                   |       | 1       |
| Сенегал (SEN)                    | 1                |                   |                  |                   |       | 1       |
| Сербія (SRB)                     | 2                | X                 |                  |                   |       | 3       |
| Сінгапур (SGP)                   | 1                |                   | 2                | X                 |       | 4       |
| Словаччина (SVK)                 | 1                |                   |                  |                   | X     | 3       |
| Словенія (SLO)                   | 2                | X                 |                  |                   |       | 3       |
| Південна Корея (KOR)             | 2                | X                 | 2                | X                 | X     | 6       |
| Іспанія (ESP)                    | 1                |                   | 1                |                   |       | 2       |
| Швеція (SWE)                     | 2                | X                 | 1                |                   |       | 4       |
| Сирія (SYR)                      |                  |                   | 1                |                   |       | 1       |
| Китайський Тайбей (TPE)          | 2                | X                 | 2                | X                 | X     | 6       |
| Таїланд (THA)                    |                  |                   | 2                |                   |       | 2       |
| Туніс (TUN)                      | 1                |                   | 1                |                   |       | 2       |
| Україна (UKR)                    | 1                |                   |                  |                   |       | 1       |
| США (USA)                        | 2                | X                 | 2                | X                 |       | 6       |
| Вануату (VAN)                    | 1                |                   |                  |                   |       | 1       |
| Загалом: 52 НОК                  | 58               | 16                | 59               | 16                | 15    | 154     |

## Дисципліни

### Командні змагання (чоловіки)
| Змагання                                     | Строки             | Місце проведення | Квоти | Команда, що кваліфікувалась |
| -------------------------------------------- | ------------------ | ---------------- | ----- | --- |
| Європейські ігри 2019                        | 22–29 червня 2019  | Мінськ           | 1     | Німеччина (GER) |
| Всеафриканські ігри 2019                     | 20–30 серпня 2019  | Рабат            | 1     | Єгипет (EGY) |
| Чемпіонат Азії 2019                          | 15–22 вересня 2019 | Джок'якарта      | 1     | Китай (CHN) |
| Північноамериканський кваліфікаційний турнір | 5 жовтня 2019      | Рокфорд          | 1     | США (USA) |
| Латиноамериканський кваліфікаційний турнір   | 25–27 жовтня 2019  | Ліма             | 1     | Бразилія (BRA) |
| Океанський кваліфікаційний турнір            | 6–8 грудня 2019    | Mornington       | 1     | Австралія (AUS) |
| Світовий кваліфікаційний турнір              | 22–26 січня 2020   | Gondomar         | 9     | Хорватія (CRO) Франція (FRA) Гонконг (HKG) Португалія (POR) Сербія (SRB) Словенія (SLO) Південна Корея (KOR) Швеція (SWE) Китайський Тайбей (TPE) |
| Країна-господарка                            | 15 лютого 2020     | —                | 1     | Японія (JPN) |
| Загалом                                      | Загалом            | Загалом          | 16    | |

### Командні змагання (жінки)
| Змагання                                     | Строки             | Місце проведення | Квоти | Команда, що кваліфікувалась |
| -------------------------------------------- | ------------------ | ---------------- | ----- | --- |
| Європейські ігри 2019                        | 22–29 червня 2019  | Мінськ           | 1     | Німеччина (GER) |
| Всеафриканські ігри 2019                     | 20–30 серпня 2019  | Рабат            | 1     | Єгипет (EGY) |
| Чемпіонат Азії 2019                          | 15–22 вересня 2019 | Джок'якарта      | 1     | Китай (CHN) |
| Північноамериканський кваліфікаційний турнір | 5 жовтня 2019      | Рокфорд          | 1     | США (USA) |
| Латиноамериканський кваліфікаційний турнір   | 25–27 жовтня 2019  | Ліма             | 1     | Бразилія (BRA) |
| Океанський кваліфікаційний турнір            | 6–8 грудня 2019    | Mornington       | 1     | Австралія (AUS) |
| Світовий кваліфікаційний турнір              | 22–26 січня 2020   | Гондомар         | 9     | Австрія (AUT) Гонконг (HKG) Угорщина (HUN) Північна Корея (PRK) Польща (POL) Румунія (ROU) Сінгапур (SGP) Південна Корея (KOR) Китайський Тайбей (TPE) |
| Країна-господарка                            | 15 лютого 2020     | —                | 1     | Японія (JPN) |
| Загалом                                      | Загалом            | Загалом          | 16    | |

### Змішаний розряд
| Змагання                                     | Строки             | Місце проведення | Квоти | Команда, що кваліфікувалась                                                     |
| -------------------------------------------- | ------------------ | ---------------- | ----- | ------------------------------------------------------------------------------- |
| Європейські ігри 2019                        | 22–29 червня 2019  | Мінськ           | 1     | Німеччина (GER)                                                                 |
| Гранд-фінали світового туру ITTF 2019        | 12–15 грудня 2019  | Чженчжоу         | 4     | Китай (CHN) Японія (JPN) Гонконг (HKG) Китайський Тайбей (TPE)                  |
| Африканський кваліфікаційний турнір          | 27–29 лютого 2020  | Туніс            | 1     | Єгипет (EGY)                                                                    |
| Північноамериканський кваліфікаційний турнір | 7–8 березня 2020   | Кітченер         | 1     | Канада (CAN)                                                                    |
| Азійський кваліфікаційний турнір             | 18–20 березня 2021 | Доха             | 1     | Індія (IND)                                                                     |
| Латиноамериканський кваліфікаційний турнір   | 13–17 квітня 2021  | Росаріо          | 1     | Куба (CUB)                                                                      |
| Розподіл для Океанії                         | 1 травня 2021      | —                | 1     | Австралія (AUS)                                                                 |
| Світовий тур 2020                            | TBA                | TBD              | 1     |                                                                                 |
| Світовий рейтинг ITTF                        | TBA                | —                | 5     | Південна Корея (KOR) Словаччина (SVK) Австрія (AUT) Франція (FRA) Румунія (ROU) |
| Загалом                                      | Загалом            | Загалом          | 16    |                                                                                 |

### Одинарний розряд (чоловіки)
| Змагання                                             | Строки             | Місце проведення | Квоти | Спортсмени, що кваліфікувались |
| ---------------------------------------------------- | ------------------ | ---------------- | ----- | --- |
| Команди, що кваліфікувались (2 особи на команду)     |                    |                  | 32    | Австралія (AUS) Бразилія (BRA) Китай (CHN) Хорватія (CRO) Єгипет (EGY) Франція (FRA) Німеччина (GER) Гонконг (HKG) Японія (JPN) Португалія (POR) Сербія (SRB) Словенія (SLO) Південна Корея (KOR) Швеція (SWE) Китайський Тайбей (TPE) США (USA) |
| Європейські ігри 2019                                | 22–29 червня 2019  | Мінськ           | 1     | Джонатан Грот (DEN) |
| Західноазійський кваліфікаційний турнір              | 23–26 лютого 2020  | Амман            | 1     | Алі Аль-Хадраві (KSA) |
| Африканський кваліфікаційний турнір                  | 27–29 лютого 2020  | Туніс            | 4     | Ібраїма Діав (SEN) Адем Хмам (TUN) Оладжиде Омотайо (NGR) Ларбі Бур'я (ALG) |
| Північноамериканський кваліфікаційний турнір         | 7–8 березня 2020   | Кітченер         | 1     | Джеремі Хазін (CAN) |
| Світовий кваліфікаційний турнір в одинарному розряді | 14–17 березня 2021 | Доха             | 4     | Любомир Янчарик (CZE) Бенце Майорош (HUN) Ван Ян (SVK) Кирило Скачков (ROC) |
| Азійський кваліфікаційний турнір                     | 18–20 березня 2021 | Доха             | 5     | Німа Аламіан (IRI)CA Енгбатин Лхвагвасурен (MGL)EA Сатіян Гнанасекаран (IND)SA Clarence Chew (SGP)SEA Sharath Kamal (IND) |
| Латиноамериканський кваліфікаційний турнір           | 13–17 квітня 2021  | Росаріо          | 4     | Браян Афанадор (PUR) Горасіо Сіфуентес (ARG) Альберто Міньйо (ECU) Гастон Альто (ARG) |
| Європейський кваліфікаційний турнір                  | 21–25 квітня 2021  | Одівелаш         | 5     | Лей Коу (UKR) Альваро Роблес (ESP) Панагіотіс Гіоніс (GRE) Овідіу Йонеску (ROU) Pavel Sirucek (CZE) |
| Розподіл для Океанії                                 | 29 червня 2021     | —                | 1     | Йошуа Шин (VAN) |
| Світовий рейтинг ITTF                                | 29 червня 2021     | —                | 8     | |
| Загалом                                              | Загалом            | Загалом          | 70    | |

### Одинарний розряд (жінки)
| Змагання                                             | Строки             | Місце проведення | Квоти | Спортсменки, що кваліфікувались |
| ---------------------------------------------------- | ------------------ | ---------------- | ----- | --- |
| Команди, що кваліфікувались (2 особи на команду)     |                    |                  | 32    | Австралія (AUS) Австрія (AUT) Бразилія (BRA) Китай (CHN) Єгипет (EGY) Німеччина (GER) Гонконг (HKG) Угорщина (HUN) Японія (JPN) Північна Корея (PRK) Польща (POL) Румунія (ROU) Сінгапур (SGP) Південна Корея (KOR) Китайський Тайбей (TPE) США (USA) |
| Європейські ігри 2019                                | 22–29 червня 2019  | Мінськ           | 2     | Фу Юй (POR) Ні Сялянь (LUX) |
| Панамериканські ігри 2019                            | 4–10 серпня 2019   | Ліма             | 1     | Адріана Діас (PUR) |
| Західноазійський кваліфікаційний турнір              | 23–26 лютого 2020  | Амман            | 1     | Хенд Заза (SYR) |
| Африканський кваліфікаційний турнір                  | 27–29 лютого 2020  | Туніс            | 4     | Оффіон Едем (NGR) Фадва Гарсі (TUN) Олуфунке Ошонайке (NGR) Сара Ханффу (CMR) |
| Північноамериканський кваліфікаційний турнір         | 7–8 березня 2020   | Кітченер         | 1     | Чжан Мо (CAN) |
| Світовий кваліфікаційний турнір в одинарному розряді | 14–17 березня 2021 | Доха             | 5     | Britt Eerland (NED) Лінда Берґстрем (SWE) Поліна Михайлова (ROC) Ян Сяосін (MON) Сутхасіні Саветтабут (THA) |
| Азійський кваліфікаційний турнір                     | 18–20 березня 2021 | Доха             | 5     | Анастасія Лаврова (KAZ)CA Batmönkhiin Bolor-Erdene (MGL)EA Сутіртха Мукерджі (IND)SA Ораван Парананг (THA)SEA Маніка Батра (IND) |
| Латиноамериканський кваліфікаційний турнір           | 13–17 квітня 2021  | Росаріо          | 3     | Марія Пауліна Вега (CHI) Мелані Діас (PUR) Даніела Фонсека (CUB) |
| Європейський кваліфікаційний турнір                  | 21–25 квітня 2021  | Одівелаш         | 4     | Прітхіка Паваде (FRA) Юань Цзя Нань (FRA) Яна Носкова (ROC) Марія Сяо (ESP) |
| Розподіл для Океанії                                 | 29 червня 2021     | —                | 1     | Саллі Ї (FIJ) |
| Світовий рейтинг ITTF                                | 29 червня 2021     | —                | 8     | |
| Загалом                                              | Загалом            | Загалом          | 70    | |